# Palma de Gandia
Palma de Gandia és un municipi de la Safor, al País Valencià.

## Geografia
Situat al sud-est de la província de València. El clima és clima mediterrani.
Des de València es pot accedir a Palma de Gandia a través de la N-332 per a enllaçar després amb la CV-686 i finalitzar en la CV-685. Des de Gandia es pot arribar a la localitat en autobús, amb l'empresa d'autobusos La Amistad.

### Localitats limítrofes
El terme municipal de Palma de Gandia limita amb les següents localitats:
Ador, Alfauir, Beniarjó, Beniflà, Gandia, Potries, Real de Gandia i Ròtova, totes elles de la comarca de la Safor.
Forma part de la subcomarca de la Vall del Vernissa

## Història
La seua història s'inclou en la de la veïna ciutat de Gandia, a la jurisdicció territorial i ducat pertanyia. Per tant, va passar successivament per les mans de les famílies que van posseir el senyoriu i Ducat de Gandia.
Els indicis més antics d'una ocupació humana del terme corresponen a la primera etapa de l'edat dels Metalls: són els materials pertanyents, segons sembla, a un enterrament col·lectiu eneolític que es troba en els estrats inferiors de la Cova Bernarda, al vessant de ponent de la serra Falconera. En els nivells superiors de l'esmentada cova Bernarda s'han trobat també materials ibèrics (plats i gots de ceràmica, ganivets, afalcatados de ferro, etc.), i en l'Alberca, al costat del Barranc del Cister, hi havia una làpida amb inscripció llatina, que en l'actualitat es conserva al Museu Comarcal de Gandia.

## Política i Govern

### Composició de la Corporació Municipal
El Ple de l'Ajuntament està format per 9 regidors. En les eleccions municipals de 26 de maig de 2019 foren elegits 4 regidors de Gent de Palma-Compromís (GdP-Compromís), 3 del Partit Popular (PP) i 2 del Partit Socialista del País Valencià (PSPV-PSOE).
| Eleccions municipals de 26 de maig de 2019 - Palma de Gandia |                                          |                                     |                                     |        |          |          |
| Candidatura | Candidatura                              | Candidatura                         | Cap de llista                       | Vots   | Vots     | Regidors |
| | Gent de Palma-Compromís                  |                                     | Inmaculada Escrivà Fayos            | 479    | 48,53%   | 4 (+2)   |
| | Partit Popular                           |                                     | Maria Teresa Català Malonda         | 290    | 29,38%   | 3 (-1)   |
| | Partit Socialista del País Valencià-PSOE |                                     | Trinidad Miñana Roig                | 213    | 21,58%   | 2 (-1)   |
| | Vots en blanc                            |                                     |                                     | 5      | 0,51%    |          |
| Total vots vàlids i regidors | Total vots vàlids i regidors             | Total vots vàlids i regidors        | Total vots vàlids i regidors        | 987    | 100 %    | 9        |
| | Vots nuls                                | Vots nuls                           | Vots nuls                           | 11     | 1,10%    |          |
| Participació (vots vàlids més nuls) | Participació (vots vàlids més nuls)      | Participació (vots vàlids més nuls) | Participació (vots vàlids més nuls) | 998    | 73,06%** |          |
| Abstenció | Abstenció                                | Abstenció                           | Abstenció                           | 368*   | 26,94%** |          |
| Total cens electoral | Total cens electoral                     | Total cens electoral                | Total cens electoral                | 1.366* | 100 %**  |          |
| Alcaldessa: Inmaculada Escrivà Fayos (GdP-Compromís) (15/06/2019) Per ser la llista més votada, després de no haver obtingut majoria absoluta dels regidors (6 vots de GdP-Compromís) |                                          |                                     |                                     |        |          |          |
| Fonts: JEC, JEZ Gandia, M. Interior, Periòdic Ara. (* No són vots sinó electors. ** Percentatge respecte del cens electoral.)                                                         |                                          |                                     |                                     |        |          |          |

### Alcaldes
Des de 2023 l'alcaldessa de Palma és Paula Femenia Ortolà , que va succeir després de la mort de l'anterior cap de GdP-Compromís Inmaculada Escrivà Fayos
| Període                       | Alcalde o alcaldessa                          | Partit polític                      | Data de possessió                | Observacions              |
| ----------------------------- | --------------------------------------------- | ----------------------------------- | -------------------------------- | ------------------------- |
| 1979–1983                     | Salvador Estruch Escrivá                      | AI                                  | 19/04/1979                       | --                        |
| 1983–1987                     | Salvador Estruch Escrivá                      | AP-PDP-UL-UV                        | 28/05/1983                       | --                        |
| 1987–1991                     | Salvador Estruch Escrivá                      | AP                                  | 30/06/1987                       | --                        |
| 1991–1995                     | Salvador Estruch Escrivá                      | PP                                  | 15/06/1991                       | --                        |
| 1995–1999                     | Francisco Javier Catalá Malonda               | PP                                  | 17/06/1995                       | --                        |
| 1999–2003                     | Juan José Sapena Piera                        | PSPV-PSOE                           | 03/07/1999                       | --                        |
| 2003–2007                     | Juan José Sapena Piera                        | PSPV-PSOE                           | 14/06/2003                       | --                        |
| 2007–2011                     | Xaro Frasquet Escrivà Josefa Boscà Bañuls     | Bloc PP                             | 16/06/2007 29/06/2009            | Pacte de Govern --        |
| 2011–2015                     | Josefa Boscà Bañuls Mª Teresa Català Malonda  | PP                                  | 11/06/2011 29/03/2012            | Defunció --               |
| 2015–2019                     | Trinidad Miñana Roig                          | PSPV-PSOE                           | 13/06/2015                       | --                        |
| 2019-2023                     | Inmaculada Escrivà Fayos Trinidad Miñana Roig | GDP-Compromís PSPV-PSOE No adscrits | 15/06/2019 21/11/2019 09/12/2019 | Defunció Canvi de grup -- |
| Des de 2023                   | Paula Femenia Ortolà                          | GDP-Compromís                       | 17/06/2023                       | --                        |
| Fonts: Generalitat Valenciana |                                               |                                     |                                  |                           |

## Demografia
| 1990  | 1992  | 1994  | 1996  | 1998  | 2000  | 2002  | 2004  | 2005  | 2007  | 2012  |
| ----- | ----- | ----- | ----- | ----- | ----- | ----- | ----- | ----- | ----- | ----- |
| 1.497 | 1.506 | 1.516 | 1.534 | 1.520 | 1.575 | 1.608 | 1.655 | 1.675 | 1.850 | 1.819 |

## Economia
L'economia de Palma de Gandia es basa en l'agricultura, especialment el cultiu del taronger, que adquirix el caràcter de monocultiu i que ha conegut al llarg de la seua història un procés semblant al de la resta de la comarca. En l'agricultura de secà destaquen els fruiters, i també existix un percentatge baix de camps d'oliveres.
La indústria principal és la derivada de l'exportació tarongera, que compta amb diversos magatzems agraris. A més, hi ha indústries de ceràmiques dedicades a la producció de teules i rajoles.
Tot i que actualment la major part de la població treballa en indústries i comerços de poblacions properes com Gandia i Vilallonga, i s'està abandonant el cultiu de la taronja.

## Monuments i llocs d'interés
- Església Parroquial. Està dedicada a sant Miquel Arcàngel.
- Coves de la Clau Negra i de les Meravelles
- Ruta dels Monestirs de València. Palma de Gandia està enclavada dins de l'itinerari d'una ruta senderista monumental inaugurada el 2008, que discorre per la localitat.

## Festes
Celebra les seues festes majors en l'última setmana completa d'agost. Dissabte se celebra la presentació de la reina de les festes, el diumenge, el dia de Sants de la Pedra; dilluns, Sant Cristòfol; dimarts, Divina Aurora; dimecres, Sant Miquel Arcàngel i dijous, el Crist de la Salut.
També s'hi celebren festes de Moros i cristians. L'any 2008 varen començar a celebrar-se les festes de moros i cristians. Aquell primer any varen desfilar dos filades. Les festes se celebren la segona setmana del mes de juliol.